# Proctophyllodes huitzilopochtlii
Proctophyllodes huitzilopochtlii — вид акариформних кліщів родини Proctophyllodidae. Належить до групи пір'яних кліщів.

## Поширення
Поширений в Центральній та Південній Америці від Мексики до Бразилії. Живе на колібрі видів каліпта рубіновоголова (Calypte anna), колібрі фіолетовогорлий (Archilochus alexandri), амазилія-берил рудокрила (Amazilia beryllina), амазилія руда (Amazilia rutila), Агиртрія фіолетовоголова (Agyrtria violiceps), колібрі зелений (Colibris thalassinus), цинантус синьогорлий (Cynanthus latirostris), цинантус сірогорлий (Cynanthus sordidus), колібрі-герцог (Eugenes fulgens), колібрі-сапфір мексиканський (Basilinna leucotis), колібрі-самоцвіт синьогорлий (Lampornis clemenciae), колібрі-крихітка широкохвостий (Selasphorus platycercus), колібрі-крихітка вогнистий (Selasphorus rufus), колібрі-крихітка каліфорнійський (Selasphorus sasin). Єдиний представник родини, що живе на колібрі.

## Спосіб життя
Традиційно, вважалося, що кліщі паразитують на птахові, живлячись пір'ям. Проте, мікроскопічний і молекулярний аналіз вмісту кишечника цих кліщів, який зроблено у 2019 році, показав, що вони живляться грибами і бактеріями, в тому числі і потенційно шкідливими для птахів, збираючи їх з пташиного пір'я. Отже, науковці перевели пір'яних кліщів з категорії паразитів у категорію симбіонтів-мутуалів.